# Staind
Staind és una banda nord-americana de metal alternatiu formada a Springfield (Massachusetts) el 23 de setembre de 1995. Està formada per la veu/guitarrista Aaron Lewis, guitarrista Mike Mushok, segona veu/a la baixa Johnny April, i baterista Joseph Giancarelli. Té enregistrat sis àlbums d'estudi i ha venut més de 20 milions d'àlbums mundialment.

## Història

### Formació i primer àlbum, Tormented (1995-1998)
La banda es va formar el 23 de setembre de 1995 a Springfield (Massachusetts). Els primers temes que tocaven en directe eren, principalment, versions de grups coneguts de l'època com Korn, Rage Against The Machine, Pearl Jam o Alice In Chains, en petits clubs durant any i mig, fins a treure el seu primer àlbum, Tormented, al novembre de 1996. Aquest primer disc tenia influències musicals de Pantera i Machine Head. Tormented només va vendre quatre mil còpies, sent posteriorment un disc difícil de trobar. Amb el futur èxit de la banda, aquest àlbum tornaria a ser llançat en resposta a nombroses peticions per part dels fans.
Durant aquell primer any, Staind va tocar en un concert amb la banda de nu metall Limp Bizkit. Abans de sortir a l'escenari Fred Durst, líder de Limp Bizkit, va criticar Staind per la portada de l'àlbum, que considerava satànica, però en sentir-los en directe va rectificar, iniciant així una relació d'amistat i cooperació entre el raper i Staind.

### Dysfunction(1999-2000)
Lluny de desanimar-se per les mediocres vendes del seu primer àlbum, van llançar Dysfunction (produït per Fred Durst i distribuït per Elektra Records), el qual va vendre més d'1 milió de còpies als Estats Units. La seva primera presentació important va ser a Hartford, Connecticut al teatre Webster, tocant com a teloners de Limp Bizkit a l'octubre del 1997.
L'àlbum ha estat certificat platí per RIIA en dues ocasions.

### Break the Cycle(2001-2002)
A la tardor de 1999 mentre tocaven amb Limp Bizkit en el Family Values Tour; preparaven el seu àlbum Break the Cycle (2001), que va vendre més de 716 mil còpies als Estats Units en la seva primera setmana. Durant la gira Aaron Lewis i Fred Durst van preparar una versió acústica de la cançó «Outside». La popularitat d'aquesta versió en directe es va convertir en el més televisat de tots els vídeos oficials de Staind.
Break the Cycle va apartar la banda del so nu metall dels seus anteriors treballs i es va aproximar més al post-grunge. Aquest àlbum va donar a llum cinc singles: «It's been Awhile», «Fade» (que va sonar en diverses sèries de televisió), «Outside», «For You» i una balada acústica titulada «Epiphany». L'àlbum va incloure un tema titulat «Waste», dedicat especialment a dos joves fans que es van llevar la vida després del llançament del disc.
Actualment el disc ha venut aproximadament 8 milions de còpies, la qual cosa fa que Break the Cycle sigui l'àlbum amb més èxit comercial per Staind.

### 14 Shades of Grey(2003-2004)
La banda va realitzar una gira mundial en el 2003 per promoure el seu àlbum 14 Shades of grey, les vendes del qual van aconseguir els 2 milions de còpies.
Durant el seu descans abans de fer el seu nou àlbum, Aaron Lewis va participar com a veu de fons per als seus amics Jimmie’s Chicken Shack en el senzill «Falling out» l'any 2004.

### Chapter V(2005-2006)
El quart àlbum de Staind és Chapter V. Va sortir el 9 d'agost de 2005 i va arribar a ser certificat com a àlbum de platí. Van tocar al programa d'Howard Stern per promoure'l.

### The Illusion of Progress(2008–2009)
Staind va llançar el seu sisè àlbum, The Illusion of Progress, que va sortir a la venda el 19 d'agost de 2008 a EUA. El seu primer senzill, anomenat «Believe» seguia la línia del seu anterior àlbum, Chapter V.
Simultàniament va sortir una edició limitada pels fans, la qual incloïa cançons extra i un any de permanència al Club Oficial de Fans de Staind, així com una còpia de l'àlbum signada per la banda pels dos-cents primers que adquirissin aquesta versió. Abans del llançament, la banda va penjar en Itunes el tema «This is It», que va sortir també en el videojoc Rock Band.
Durant aquest període, Staind va tocar al costat de Nickelback durant la gira europea l'any 2008. El 24 de novembre del mateix any, Staind va assenyalar la cançó «All I Want» com el seu segon single.
En paraules d'Aaron Lewis, Illusion of Progress conté influències de la banda de rock psicodèlic Pink Floyd, així com del blues. Per atorgar-li aquesta classe d'influència de manera més efectiva, la banda va enregistrar l'àlbum amb instruments i amplificadors d'èpoques anteriors contemporànies a Pink Floyd.

### Staind i sortida de John Wysocki (2010–actualitat)
Segons paraules d'Aaron Lewis, la banda va començar a treballar en el seu setè àlbum d'estudi a finals de 2010. El vocalista va acabar d'enregistrar el seu àlbum en solitari i recentment va fundar una ONG amb l'objectiu de reobrir l'escola de la seva filla a la ciutat de Worthington, Massachusetts. Finalment, Lewis va poder reobrir el col·legi de la seva filla gràcies a un concert benèfic que va oferir anomenat Aaron Lewis and Friends, on altres bandes com Seether, 3 Doors Down o Ho-Pro van actuar sense ànim de lucre.
Mike Mushok, guitarrista de la banda, va parlar amb els fans en una entrevista, on va deixar clar el desig del grup d'evolucionar musicalment, «seguir explorant alguns dels camins que vam obrir en el nostre últim treball i portar-ho fins a alguna cosa nova per a nosaltres».
La banda, tot i així, va treballar en un àlbum que tornava a les arrels dels seus inicis. La creació del setè àlbum va implicar molt estrès per als membres del grup, la qual cosa va provocar eventualment la marxa del bateria, John Wysocki.
El grup desitjava tornar a les seves arrels musicals, carregades de força i agressivitat com es veia a l'àlbum Dysfunction. En una entrevista, Lewis va dir:
«En aquest àlbum, va ser la frustració i el desconeixement - tot de forma negativa - el que va quedar reflectit en el resultat final»
Les crítiques van ser positives; aplaudint el canvi de rumb de la banda que, a diverses pàgines de la xarxa, consideraven necessari per evitar la rutina en la qual la banda havia caigut des de Break the Cycle.

## Discografia

### CD
| Any  | Títol                    | Discogràfica       |
| ---- | ------------------------ | ------------------ |
| 1996 | Tormented                | Independent        |
| 1999 | Dysfunction              | Flip/Elektra       |
| 2001 | Break the Cycle          | Flip/Elektra       |
| 2003 | 14 Shades of Grey        | Flip/Elektra       |
| 2005 | Chapter                  | Flip/Atlantic      |
| 2006 | The Singles: 1996-2006   | Flip/Atlantic      |
| 2008 | The Illusion of Progress | Flip/Atlantic      |
| 2011 | Staind                   | Roadrunner Records |
| 2012 | Live From Mohegan Sun    | ADA UK             |

### DVD
- Staind - MTV Unplugged (2002)
- Staind - The videos (2006)
- Staind - Live From Mohegan Sun (2012)

## Membres

### Actuals
- Aaron Lewis - veu, guitarra rítmica, guitarra acústica. (1995–present)
- Mike Mushok - guitarra capdavantera, cors. (1995–present)
- Johnny April - baix, cors. (1995–present)
- Sal Giancarelli - Bateria. (2011–present)

### Anteriors
- Jon Wysocki - Bateria. (1995–2011)